# Christof Tannert
Christof Tannert (* 4. April 1946 in Wehrsdorf, Kreis Bautzen; † 11. April 2019 in Berlin) war ein deutscher Biologe und Politiker (SPD).

## Leben
Tannert studierte Biologie an der Universität Leipzig. Im Jahr 1971 wurde er wegen staatsgefährdender Gruppenbildung verhaftet. Seine an der Akademie der Wissenschaften der DDR begonnene Dissertation zu Fragen des pflanzlichen Stoffwechsels unter Herbizideinfluss wurde annulliert. 1972 wurde er amnestiert, 1977 entdeckte er das Seneszenz-Antigens bei humanen Erythrozyten. 1979 erfolgte einer erneute Promotion, nun an der Berliner Charité zum Thema Untersuchungen zum Altern roter Blutzellen. Die für 1982 vorgesehene Habilitation wurde vom Ministerium für Staatssicherheit blockiert. Von 1980 an studierte er in einem Fernkurs evangelische Theologie und legte 1984 das theologische Examen ab. Von 1981 bis 1989 arbeitete er als Buchhändler und Kunstgalerist in Ost-Berlin.
Im Jahr 1987 war er Teilnehmer des Olof-Palme-Friedensmarsches für einen atomwaffenfreien Korridor in Mitteleuropa. Im gleichen Jahr gehörte er zu den Unterzeichnern der basiskirchlichen Initiative „Absage an Praxis und Prinzip der Abgrenzung“, mit der die SED zum Dialog über demokratische Veränderungen aufgefordert wurde und aus der später die Bürgerbewegung „Demokratie Jetzt!“ hervorging. 1989 war er maßgeblich an der Gründung von „Neues Forum“ in Berlin-Lichtenberg beteiligt. 1989/90 war er Mitbegründer von Greenpeace DDR sowie des ersten unabhängigen Umweltinstituts der DDR (UfU) und dessen Vorstandsvorsitzender.
In den Jahren 1992 bis 1994 war er stellvertretender Landesvorsitzender der Berliner SPD, von 1991 bis 1994 Mitglied des Berliner Abgeordnetenhauses und von 1994 bis 1999 Mitglied des Europäischen Parlaments.
Ab 2007 veröffentlichte Tannert mehrere belletristische Werke in verschiedenen Selbstkostenverlagen.

## Veröffentlichungen (Auswahl)

### Wissenschaftliche Publikationen
- Kulturelle Aspekte der Biomedizin – Bioethik, Religionen und Alltagsperspektiven. Campus-Verlag, Frankfurt am Main 2003, ISBN 978-3-593-37388-1 (als Herausgeber, gemeinsam mit Silke Schicktanz, Peter Wiedemann).
- The future of stem cell research in Germany – A delphi study. In: EMBO Reports 2004 (Vol. 5), S. 927–931 (gemeinsam mit Peter Wiedemann, Judith Simon und Silke Schicktanz).
- Stammzellen im Diskurs. Ein Lese- und Arbeitsbuch zu einer Bürgerkonferenz. Oekom-Verlag, München 2005, ISBN 978-3-936581-69-0 (als Herausgeber, gemeinsam mit Peter Wiedemann).
- Gentherapy – Prospective Technology Assessment in its Societal Context. Elsevier, Amsterdam u. a. 2006, ISBN 9780444528063 (als Herausgeber, gemeinsam mit Jörg Niewöhner).
- Ethics of Uncertainty. In: EMBO Reports 2007 (Vol. 8), S. 892–896 (gemeinsam mit Horst-Dietrich Elvers, Burkhard Jandrig)

### Belletristische Werke
- Schulle im gewöhnlichen Sozialismus – Episodenroman zur deutschen Zeitgeschichte. Forum Verlag Leipzig, Leipzig 2009, ISBN 978-3-931801-68-7.
- Der Mann hinter dem Paravent – Die neuesten Fälle des Hauptkommissars Stilz. BookRix, München 2014, ISBN 978-3-7368-4440-7.